# Афроим, Шошана
Шошана Афроим, урожд. Сюзанна Шюллер (англ. Soshana Afroyim, нем. Susanne Schüller; 1 сентября 1927 г. Вена — 9 декабря 2015 г. Вена, Австрия) — австрийская художница, с 1948 года известная под псевдонимом Шошана Афроим. Начинала своё художественное творчество в стиле классический модерн. Много путешествуя, не раз меняла художественные направления. Раннее творчество представляют портреты и пейзажи, выдержанные в натуралистическом, классическом стилях. Позднее перешла к абстрактному экспрессионизму. Увлекалась китайской каллиграфией.

## Жизнь и творчество
Сюзанна Шюллер родилась в обеспеченной еврейской семье. Отец, Фриц Шюллер, владел пуговичной мастерской, мать, Маргарета, была скульптором. У Сюзанны был также младший брат Максимилиан. Рисовать девочка начала ещё в юном возрасте, родители всячески поддерживали это её увлечение. После аншлюса Австрии в 1938 году семья Шюллер уезжает — сперва в Швейцарию, затем в Париж, и оттуда в Великобританию. В 1940 году Сюзанна поступает в Нортвудский колледж, и затем в Политехническую школу Челси в Лондоне, где посещает занятия по классу рисунка и черчения. Отец девочки, в отличие от остальной семьи, из Парижа уехал, через Испанию и марокканский Танжер, в США и в 1941 году сумел добиться приезда жены с детьми в Америку. Сюзанна с матерью и братом прибыли в Нью-Йорк на пароходе S.S. Madura, последнем пассажирском судне, пересекшем Атлантику с момента начала Второй мировой войны.
В Нью-Йорке девушка заканчивает Высшую школу Вашингтона Ирвинга и берёт уроки живописи у художника Бейса Афроима (1893—1984), сперва в группе других студентов, в затем индивидуально. Сюзанна в возрасте 17 лет совершает с ним поездку по США, финансируя расходы созданием в том числе портретов известных личностей и знаменитостей, таких как Томас Манн, Алберт Шёнберг, Лион Фейхтвангер, Теодор Драйзер, Франц Верфель и других. В 1945 году она выходит замуж за Бейса и в 1946 году в Нью-Йорке у Сюзанны и Бейса рождается сын Амос.
Так как Бейс Афроим был активным членом Компартии США, с началом эпохи антикоммунистических преследований (позже переросших в маккартизм) после окончания Второй мировой войны семья Афроим стала подвергаться политическим преследованиям. В 1948 году они переезжают на Кубу и живут в этой стране 8 месяцев. В Гаване проходит и первая персональная выставка картин Шошаны Афроим (псевдоним, который она выбрала здесь; Шошана в переводе с древнееврейского означает Лилия). Вернувшись в США, семья вскоре вынуждена была опять уехать, на этот раз в Европу. Они жили в Голландии, Австрии, Англии, Польше, Чехословакии и затем — в Израиле. В результате возникших внутри семейной пары конфликтов, в том числе и творческого характера, супруги Афроим вынуждены были в 1950 году расстаться. В 1951 году Шошана вместе с сыном приезжает в Вену. Здесь они живут у отца Сюзанны, который ещё в 1947 году вернулся в Вену. В 1951 году Шошана поступает в венскую Высшую школу прикладного искусства, а в 1952 переходит в Академию изящных искусств. Здесь её учителями становятся Герберт Бёкль, Сергиуш Паузер и Альберт Пэрис Гютерсло. Не окончив курса в Академии, Шошана в том же 1952 году уезжает в Париж. В Париже Шошана поступает в мастерскую художника Андре Дерена, позднее она сблизилась со скульптором-авангардистом Константином Бранкузи, работавшем в ателье по соседству. В 1953 году она занимает мастерскую, ранее принадлежавшую Альфонсу Мухе и затем Полю Гогену.

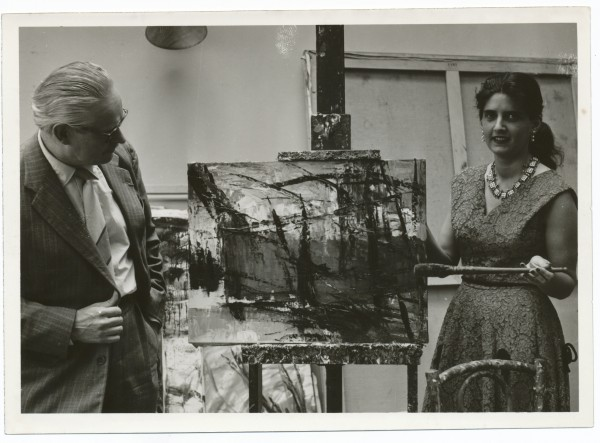
Шошана в своём парижском ателье (1953)

Среди знакомств, которые заводит Шошана в Париже, следует назвать таких мастеров, как Франтишек Купка, Осип Цадкин, Огюст Эрбен, Сезар, Макс Эрнст, Эдуар Пиньон, Александер Колдер, Сэм Френсис, Вильфредо Лам, Аннеми Фонтана, писатель и философ Сартр. Она посещает в городке Сен-Поль де Венс Марка Шагала. В 1956 году Шошана знакомится с швейцарским скульптором Альберто Джакометти, и затем они становятся близкими друзьями. В Париже художница проводит многочисленные выставки своих работ в различных салонах и галереях, в том числе в Осеннем салоне, салоне де Реалите Нувель, Салоне де Май и т. д. В последнем она знакомится с Пикассо, который пишет в 1954 году её портрет.

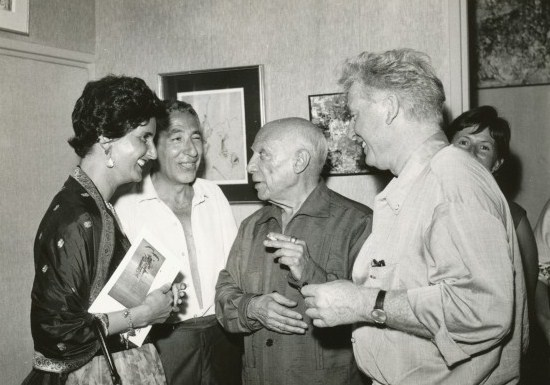
Шошана а Пабло Пикассо, Антиб, 1962

В 1956 году Шошана совершает длительное путешествие на Дальний Восток. По приглашению китайского министерства культуры, она проводит выставку своих работ в Пекине. По пути в Китай она посещает также Таиланд, Индию, Японию и Камбоджу. Шошана с тех пор начинает изучать восточные религии и философию буддизма и индуизма, при помощи монахов-буддистов в Киото учится искусству японской каллиграфии, а затем и китайской в Ханьчжоу. В 1957 году проходит её выставка в «запретном городе» Пекина, в бывшем императорском дворце.
В 1959 году художница совершает путешествие по Африке, в в Ламбарене пишет портрет Альберта Швейцера. В том же году она знакомится с итальянским художником Пино Галлицио. Посредством последнего она вступает в контакт с авангардистской интернациональной группой художников, группой CoBrA, с её руководителями датчанином Асгером Йорном и голландцем Карелом Аппелем. В 1962 году она проводит большую свою экспозицию в замке Гримальди в Антибе, в котором позднее был открыт музей Пикассо. С 1964 года она длительное время живёт и работает в Мексике, зачастую совместно и такими мексиканскими живописцами, как Руфино Тамайо, Давид Сикейрос, Хосе Чевас. В 1965 году в Мексике она знакомится с американским художником-абстракционистом Адольфом Готлибом, с которым позднее вместе работала в Нью-Йорке. В 1966 году проходит её выставка во Дворце изящных искусств Мехико, крупнейшем художественном музее страны. В 1968 году она совершает второе своё большое своё путешествие, на этот раз по странам Азии, тихоокеанского бассейна и Карибского моря. Посещает Австралию, Бали, Таиланд, Индию, Сикким Иран, Афганистан и затем Израиль. В Сиккиме она в 1969 году получает заказ написать портреты королевской семьи В том же году она становится членом Теософического общества. В 1972 году она приезжает в Иерусалим. В том же году запланированная её выставка в Яффе была отменена в связи с начавшейся войной на Ближнем Востоке.
В 1974 году Шошана возвращается в Нью-Йорк. С 1974 и по 1985 год Шошана живёт в Нью-Йорке, работая в своей студии на Манхэттене, а затем в Квинсе. В эти годы она поддерживает связи со многими известными художниками — Марком Ротко, Франческо Клементе, восстанавливает дружеские отношения с Адольфом Готлибом, с которым была знакома ещё в 1965 году. В 1985 году она возвращается в Вену, где остаётся до конца жизни.
Начальные работы в творчестве Шошаны соединяют в себе традиции американского реализма с яркими красками раннего фовизма. В возрасте 14 лет она посещает художественную школу в Нью-Йорке, где и вырабатывает на длительное время этот свой стиль. Он является у неё некой переходной формой между реализмом 1930 -х годов и абстрактной живописью 1950-х. В 1960-е годы в Мексике она рисует уже в стиле абстрактного сюрреализма.
В течение всей своей жизни Шошана вела записи и дневники, снимала документальную кинохронику своих путешествий, брала интервью у известных деятелей культуры разных стран. Она начинала большую работу по созданию литературных свидетельств пережитого, но эта её работа так и не была завершена. Все собранные ею материалы, в том числе видео- и аудиозаписи, весь её архив был в 2008 году был передан на хранение в австрийскую Национальную библиотеку и открыт для общественного пользования.

### Галерея

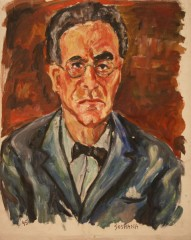
Отто Клемперер, дирижёр, холст, масло, 1945
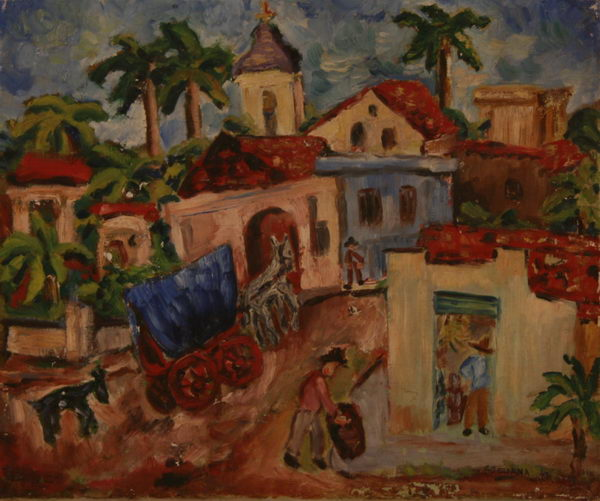
Outside Havana, холст, масло, 1947
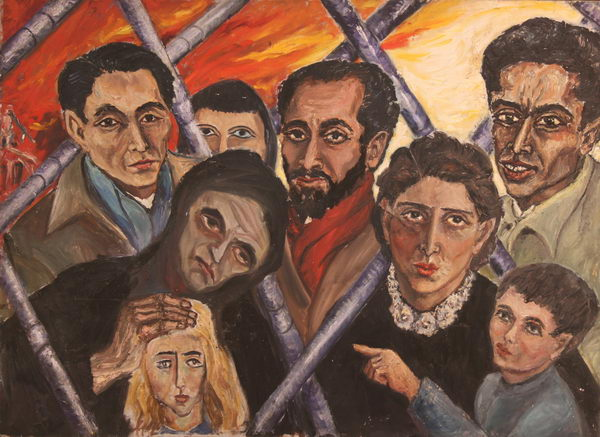
Художники в Париже, холст, масло, 1955
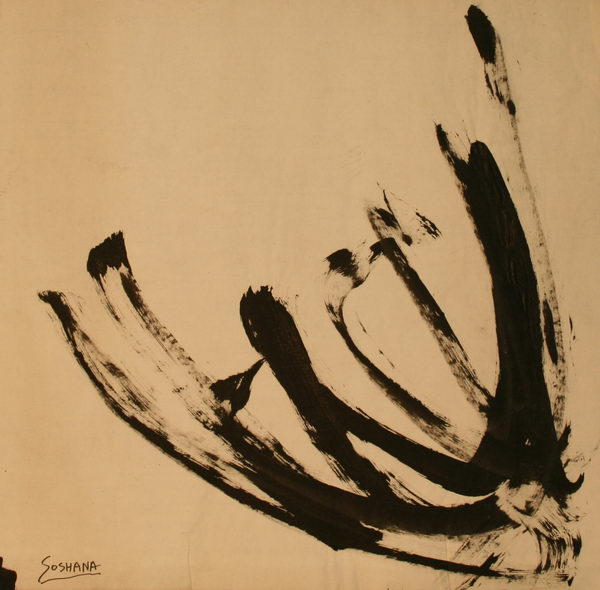
Киото, тушь, рисовая бумага, 1957
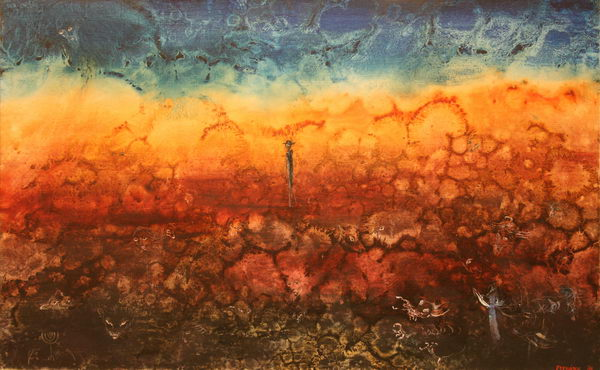
Одна в Мексике, холст, масло, 1969
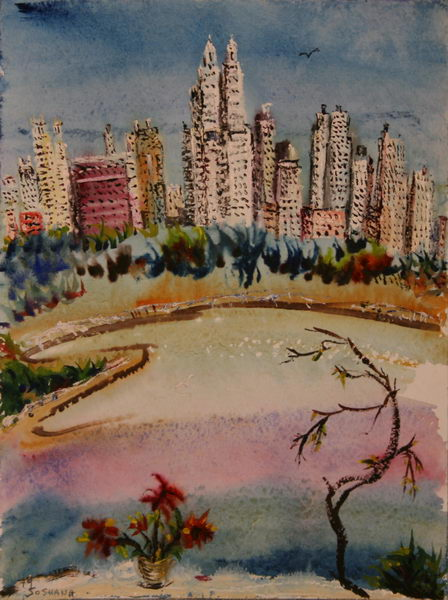
Нью-Йорк, Сентрал-парк, гуашь на бумаге,  1975
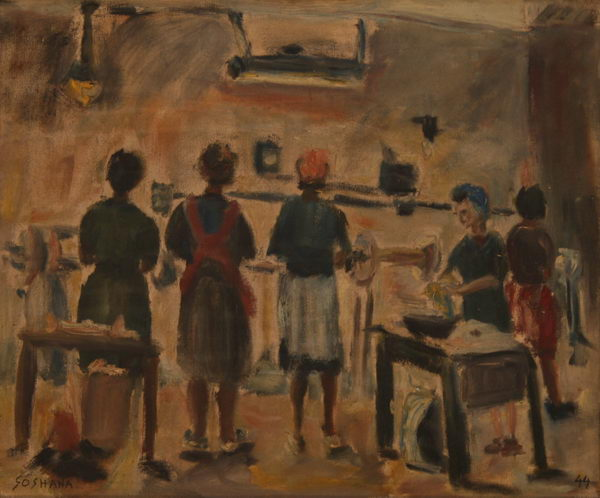
Рабочие в Нью-Йорке в лавке сладостей, 1944
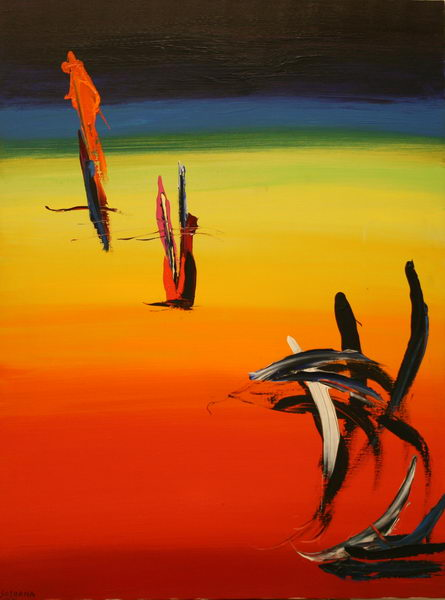
Радуга, холст, масло, 1981.
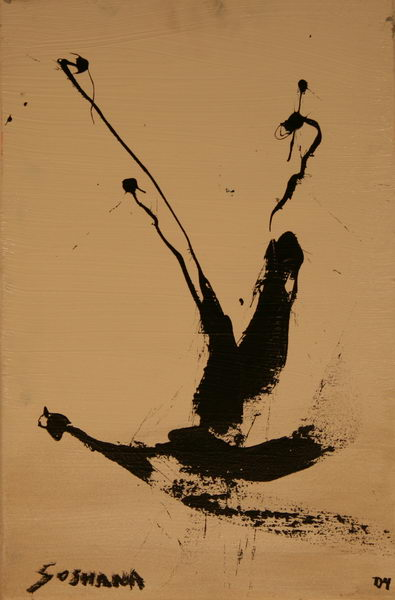
Абстракция на белом V, тушь, рисовая бумага.

## Персональные выставки
- 1948: Музей изящных искусств, Гавана
- 1957: Императорский дворец, Пекин
- 1960: Музей художеств, Сан-Паулу
- 1961: Шошана, музей Пикассо, Антиб
- 1966: Музей современного искусства, Мехико
- 1973: галерея Старая Яффа, Израиль
- 1976: Центр современного искусства, Цюрих
- 1982: галерея Горизон, Нью-Йорк, New York
- 1997: Soshana-Retrospective, дворец Пальфи, Вена
- 1998: музей Лентос, Линц, Австрия
- 1999: музей Матисса, Ле Шато-Камбреси, Франция
- 2006: Книжная презентация, Еврейский музей, Вена
- 2007: Художественная галерея Сиддхарта, Катманду, Непал; галерея Агора, Нью-Йорк; театр Гиватаим, Израиль
- 2008: культурный центр Халиль Сакакини, Рамаллах, Палестина; Городское собрание Лимы, галерея Панчо Фьерро, Перу
- 2009: университетский музей Иешуа, Нью-Йорк; Национальный баанк Сербии, Белград; UCLA Hillel музей, Лом Анджелес
- 2012: Lilly’s Art, Вена; выстиавка, посвящённая 95-летию Шошаны
- 2013: галерея Национального музея, Бахрейн
- 2013: Еврейский музей Галиции, Краков, Польша
- 2013: Австрийская национальная библиотека, Вена
- 2013: Галерея изящных искусств, Дубай,
- 2013: библиотека Эль-Бабтайн, Кувейт
- 2014: Галерея дель Понте, Турин, Италия
- 2014: галерея Szaal, Вена
- 2015: Театр Nestroyhof/Hamakom, Вена
- 2015: Вилла Штробль ам Вольфгангзее, Австрия
- 2015: галерея Lendnine, Грац
- 2016: Галерея изящных искусств, Дубай,
- 2017: Художественная галерея, музей Эдварда Мунка, Осло, Норвегия
- 2017: Австрийский культурный форум, Стамбул, Турция
- 2017: Австрийский культурный форум, Нью-Дели, Индия
- 2018: Австрийский культурный форум, Лондон, Великобритания
- 2018: культурный центр «доктор Давид», Вена, Австрия
- 2018: ARCC, Вена, Австрия
- 2018: Галерея ART nou mil.lenni, Барселона, Испания
- 2018: Институт Гёте, Шанхай, Китай
- 2019: Городская художественная галерея Китц-Арт, Китцбюгель, Австрия
- 2019: Малая галерея, Вена
- 2019: Всемирный музей, Вена, площадь Героев (Heldenplatz), Австрия
- 2019: Городской музей искусств, Шанхай, Китай (Shanghai Art Collection Museum, China)
- 2020: Галерея Амарт — Австрийское современное искусство, Вена, Австрия
- 2020: Вилла Штробль ам Вольфгангзее, Австрия
- 2021: Фондационе центро Джакометти, Швейцария,
- 2021: Вилла Штробль ам Вольфгангзее, Австрия
- 2022: дворец Пальфи, Вена, Австрия
- 2022: Вилла Штробль ам Вольфгангзее, Австрия
- 2022: «Никогда дома», Вена, Австрия
- 2022: музей Альбертина-модерн, Вена, Австрия
- 2022: галерея JAM, Люцерн, Швейцария
- 2022: Малая галерея, Вена
- 2023: Вилла Штробль ам Вольфгангзее, Австрия
- 2024: Фонд Гессен-Касселя, Кассель, Германия.

## Признание заслуг
- 2008 год, март — в Австрии выпускается почтовая марка «Шошана» в серии «Современное искусство Австрии».
- 2009 год, 2 сентября — Награждение Золотым почётным знаком «За заслуги» земли Вена
- 2010 год, 27 мая — награждение австрийским «Почётным знаком за заслуги в науке и искусстве».